# Morris Stoloff
Morris Stoloff (1 d'agost 1898, Filadèlfia, Pennsilvània – 16 d'abril de 1980, Los Angeles, Califòrnia) fou un violinista i compositor estatunidenc. Va treballar amb Sammy Davis Jr., Dinah Shore i Frank Sinatra. Va guanyar tres Oscar a la millor banda sonora.

## Biografia
Morris Stoloff tocava bé el violí des de petit i entrà a l'Orquestra Filharmònica de Los Angeles quan encara era un adolescent. L'any 1928, fou contractat com a primer violí a Paramount Pictures, i uns anys després, el 1936, esdevé responsable del departament música de Columbia Pictures. Allà fou responsable de compondre la música de diverses pel·lícules, però també de coordinar el treball dels altres músics i compositors que treballaven per al studio.

## Premis

### Guanyador
- Oscar de la millor música de film
  - 1945 per a Les models (Cover Girl) de Charles Vidor
  - 1947 per a The Jolson Story (La història de Jolson) d'Alfred E. Green
  - 1961 per a Cançó immortal (Song Without End) de Charles Vidor

### Nominacions
- Va obtenir 14 nominacions més a l'Oscar a la millor banda sonora:
  - 1939 per a Girls' School de John Brahm
  - 1942 per a Ladies in Retirement de Charles Vidor
  - 1942 per a You'll Never Get Rich de Sidney Lanfield
  - 1943 per a The Talk of the Town de George Stevens
  - 1944 per al Comandos Strike at Dawn de John Farrow
  - 1944 per a Something to Shout About de Gregory Ratoff
  - 1945 per a Address Unknown de William Cameron Menzies
  - 1946 per a A Song to Remember de Charles Vidor
  - 1946 per a Aquesta nit i sempre (Tonight and Every Night) de Victor Saville
  - 1950 per a Jolson Sings Again d'Henry Levin
  - 1954 per a D'aquí a l'eternitat (From Here to Eternity) de Fred Zinnemann
  - 1954 per a The 5,000 Fingers of Dr. T de Roy Rowland
  - 1957 per a La història d'Eddy Duchin (The Eddy Duchin Story) de George Sidney
  - 1962 per a Fanny de Joshua Logan

## Enregistraments
A finals dels anys quaranta, la música de cinema començava a ser reconeguda per ella mateixa i Stoloff va enregistrar algunes dels peces més populars com a discos senzills per a Decca Records.
- "Picnic", Decca DL-78320
- "Love Sequence", Decca DL-8407
- "This is Kim" (com a Jeanne Eagels), Decca DL-8574
- "You Made Me Love You", Decca DL-9034
- "Rock-a-bye Your Baby", Decca DL-9035
- "You Ain't Heard Nothin' Yet", Decca DL-9037
- "Fanny", Warner Brothers WBS-1416
- "1001 Arabian Nights", Colpix SCP-410
- "Song Without End", Colpix SC-506
- "Finian's Rainbow", Reprise FS-2015
- "Miss Sadie Thompson", Mercury MG-25181